# Petit Pierrot
Petit Pierrot est une bande dessinée d'Alberto Varanda, éditée par Soleil Productions.

## Synopsis
Petit Pierrot est un jeune garçon dans la Lune. Il ne vit que pour elle et ne rêve que de ce qui se passe dans le ciel...

## Les personnages
- Petit Pierrot est un rêveur, un enfant amoureux de la Lune.
- L'escargot, ami de Petit Pierrot, est aussi sa conscience et son garde-fou.
- Émilie, l'amoureuse de Petit Pierrot, fréquente la même école que lui.
- Petit Denis, l'anti Petit Pierrot.

## Albums
- Tome 1 : Décrocher la Lune (2010)
- Tome 2 : Approcher les étoiles (2011)
- Tome 3 : Des étoiles plein les yeux (2014)
- Edition allemande: Tome 1 et Tome 2: Benjamin